# Saison 2022-2023 des Mavericks de Dallas
La saison 2022-2023 des Mavericks de Dallas est la 43e saison de la franchise en National Basketball Association (NBA).

## Draft
| Tour | Choix | Joueur        | Poste | Nationalité | Provenance          |
| ---- | ----- | ------------- | ----- | ----------- | ------------------- |
| 1    | 26    | Wendell Moore | F     | États-Unis  | Blue Devils de Duke |

## Matchs

### Summer League
| Summer League Total: 0-5 |

| Match | Date match | Équipe      | Score         | Meilleur marqueur    | Meilleur rebondeur | Meilleur passeur      | Lieux Spectateurs      | Série |
| ----- | ---------- | ----------- | ------------- | -------------------- | ------------------ | --------------------- | ---------------------- | ----- |
| 1     | 8 juillet  | Chicago     | D 99-100 (OT) | Hardy, Lawson (28)   | Trois Joueurs (5)  | Alessandro Pajola (8) | Thomas & Mack Center 0 | 0 - 1 |
| 2     | 11 juillet | Utah        | D 82-83       | Jerrick Harding (18) | A.J. Lawson (12)   | Jaden Hardy (5)       | Cox Pavilion 0         | 0 - 2 |
| 3     | 12 juillet | Phoenix     | D 78-105      | Jerrick Harding (20) | Jaden Hardy (6)    | Harding, Pajola (5)   | Cox Pavilion 0         | 0 - 3 |
| 4     | 14 juillet | Milwaukee   | D 89-100      | Moses Wright (26)    | Moses Wright (11)  | Jerrick Harding (5)   | Cox Pavilion 0         | 0 - 4 |
| 5     | 16 juillet | L.A. Lakers | D 84-95       | A.J. Lawson (19)     | Moses Wright (6)   | Jerrick Harding (5)   | Thomas & Mack Center 0 | 0 - 5 |

### Pré-saison
| Pré-saison Total: 2-1 (Domicile : 0-1; Extérieur : 2-0) |

| Match | Date match | Équipe          | Score     | Meilleur marqueur   | Meilleur rebondeur  | Meilleur passeur        | Lieux Spectateurs               | Série |
| ----- | ---------- | --------------- | --------- | ------------------- | ------------------- | ----------------------- | ------------------------------- | ----- |
| 1     | 5 octobre  | @ Oklahoma City | V 98-96   | Jaden Hardy (21)    | Christian Wood (13) | McKinley Wright IV (10) | BOK Center 0                    | 1 - 0 |
| 2     | 7 octobre  | Orlando         | D 105-110 | Christian Wood (23) | Tyler Dorsey (5)    | Luka Dončić (5)         | American Airlines Center 19 360 | 1 - 1 |
| 3     | 14 octobre | @ Utah          | V 115-101 | Luka Dončić (24)    | Christian Wood (10) | Spencer Dinwiddie (9)   | Vivint Smart Home Arena 15 713  | 2 - 1 |

### Saison régulière
| Saison régulière Total: 38-44 (Domicile : 23-18; Extérieur : 15-26) |

| Match | Date match | Équipe                | Score          | Meilleur marqueur | Meilleur rebondeur  | Meilleur passeur      | Lieux Spectateurs               | Série |
| ----- | ---------- | --------------------- | -------------- | ----------------- | ------------------- | --------------------- | ------------------------------- | ----- |
| 1     | 19 octobre | @ Phoenix             | D 105-107      | Luka Dončić (35)  | Luka Dončić (9)     | Luka Dončić (6)       | Footprint Center 17 071         | 0 - 1 |
| 2     | 22 octobre | Memphis               | V 137-96       | Luka Dončić (32)  | Christian Wood (12) | Luka Dončić (10)      | American Airlines Center 20 377 | 1 - 1 |
| 3     | 25 octobre | @ La Nouvelle-Orléans | D 111-113      | Luka Dončić (37)  | Luka Dončić (11)    | Luka Dončić (7)       | Smoothie King Center 14 020     | 1 - 2 |
| 4     | 27 octobre | @ Brooklyn            | V 129-125 (OT) | Luka Dončić (41)  | Luka Dončić (11)    | Luka Dončić (14)      | Barclays Center 18 039          | 2 - 2 |
| 5     | 29 octobre | Oklahoma City         | D 111-117 (OT) | Luka Dončić (31)  | Luka Dončić (16)    | Luka Dončić (10)      | American Airlines Center 20 307 | 2 - 3 |
| 6     | 30 octobre | Orlando               | V 114-105      | Luka Dončić (44)  | Christian Wood (10) | Dinwiddie, Dončić (5) | American Airlines Center 20 042 | 3 - 3 |

| Match | Date match  | Équipe        | Score     | Meilleur marqueur      | Meilleur rebondeur     | Meilleur passeur       | Lieux Spectateurs               | Série   |
| ----- | ----------- | ------------- | --------- | ---------------------- | ---------------------- | ---------------------- | ------------------------------- | ------- |
| 7     | 2 novembre  | Utah          | V 103-100 | Luka Dončić (33)       | Christian Wood (10)    | Luka Dončić (11)       | American Airlines Center 19 877 | 4 - 3   |
| 8     | 4 novembre  | Toronto       | V 111-110 | Luka Dončić (35)       | Luka Dončić (8)        | Luka Dončić (6)        | American Airlines Center 20 177 | 5 - 3   |
| 9     | 7 novembre  | Brooklyn      | V 96-94   | Luka Dončić (36)       | Dwight Powell (8)      | Luka Dončić (6)        | American Airlines Center 20 011 | 6 - 3   |
| 10    | 9 novembre  | @ Orlando     | D 87-94   | Spencer Dinwiddie (29) | Luka Dončić (6)        | Luka Dončić (6)        | Amway Center 18 165             | 6 - 4   |
| 11    | 10 novembre | @ Washington  | D 105-113 | Luka Dončić (33)       | Luka Dončić (9)        | Dinwiddie, Dončić (6)  | Capital One Arena 18 320        | 6 - 5   |
| 12    | 12 novembre | Portland      | V 117-112 | Luka Dončić (42)       | Luka Dončić (13)       | Luka Dončić (10)       | American Airlines Center 20 277 | 7 - 5   |
| 13    | 15 novembre | L.A. Clippers | V 103-101 | Luka Dončić (35)       | Luka Dončić (11)       | Spencer Dinwiddie (6)  | American Airlines Center 19 810 | 8 - 5   |
| 14    | 16 novembre | Houston       | D 92-101  | Tim Hardaway Jr. (28)  | Finney-Smith, Wood (8) | Spencer Dinwiddie (10) | American Airlines Center 19 602 | 8 - 6   |
| 15    | 18 novembre | Denver        | V 127-99  | Luka Dončić (33)       | Luka Dončić (12)       | Luka Dončić (11)       | American Airlines Center 20 135 | 9 - 6   |
| 16    | 20 novembre | Denver        | D 97-98   | Josh Green (23)        | Luka Dončić (9)        | Luka Dončić (8)        | American Airlines Center 20 244 | 9 - 7   |
| 17    | 23 novembre | @ Boston      | D 112-125 | Luka Dončić (42)       | Christian Wood (12)    | Luka Dončić (9)        | TD Garden 19 156                | 9 - 8   |
| 18    | 26 novembre | @ Toronto     | D 100-105 | Luka Dončić (24)       | Luka Dončić (7)        | Luka Dončić (9)        | Scotiabank Arena 19 800         | 9 - 9   |
| 19    | 27 novembre | @ Milwaukee   | D 115-124 | Luka Dončić (27)       | Christian Wood (7)     | Luka Dončić (12)       | Fiserv Forum 17 341             | 9 - 10  |
| 20    | 29 novembre | Golden State  | V 116-113 | Luka Dončić (41)       | Luka Dončić (12)       | Luka Dončić (12)       | American Airlines Center 20 277 | 10 - 10 |

| Match | Date match   | Équipe        | Score          | Meilleur marqueur      | Meilleur rebondeur    | Meilleur passeur       | Lieux Spectateurs                 | Série   |
| ----- | ------------ | ------------- | -------------- | ---------------------- | --------------------- | ---------------------- | --------------------------------- | ------- |
| 21    | 1er décembre | @ Détroit     | D 125-131 (OT) | Luka Dončić (35)       | Christian Wood (8)    | Luka Dončić (10)       | Little Caesars Arena 18 106       | 10 - 11 |
| 22    | 3 décembre   | @ New York    | V 121-100      | Luka Dončić (30)       | Spencer Dinwiddie (9) | Spencer Dinwiddie (9)  | Madison Square Garden 18 319      | 11 - 11 |
| 23    | 5 décembre   | Phoenix       | V 130-111      | Luka Dončić (33)       | Christian Wood (9)    | Luka Dončić (8)        | American Airlines Center 20 227   | 12 - 11 |
| 24    | 6 décembre   | @ Denver      | V 116-115      | Tim Hardaway Jr. (29)  | Luka Dončić (10)      | Luka Dončić (12)       | Ball Arena 19 520                 | 13 - 11 |
| 25    | 9 décembre   | Milwaukee     | D 105-106      | Luka Dončić (33)       | Christian Wood (9)    | Luka Dončić (11)       | American Airlines Center 20 277   | 13 - 12 |
| 26    | 10 décembre  | @ Chicago     | D 115-144      | Spencer Dinwiddie (27) | Christian Wood (9)    | Spencer Dinwiddie (8)  | United Center 19 528              | 13 - 13 |
| 27    | 12 décembre  | Oklahoma City | V 121-114      | Luka Dončić (38)       | Luka Dončić (11)      | Spencer Dinwiddie (10) | American Airlines Center 19 877   | 14 - 13 |
| 28    | 14 décembre  | Cleveland     | D 90-105       | Luka Dončić (30)       | Christian Wood (7)    | Spencer Dinwiddie (7)  | American Airlines Center 20 093   | 14 - 14 |
| 29    | 16 décembre  | Portland      | V 130-110      | Luka Dončić (33)       | Christian Wood (12)   | Luka Dončić (9)        | American Airlines Center 20 191   | 15 - 14 |
| 30    | 17 décembre  | @ Cleveland   | D 99-100 (OT)  | Kemba Walker (32)      | Christian Wood (14)   | Kemba Walker (7)       | Rocket Mortgage FieldHouse 19 432 | 15 - 15 |
| 31    | 19 décembre  | @ Minnesota   | D 106-116      | Spencer Dinwiddie (20) | Christian Wood (13)   | Dinwiddie, Dončić (7)  | Target Center 16 627              | 15 - 16 |
| 32    | 21 décembre  | @ Minnesota   | V 104-99       | Luka Dončić (25)       | Luka Dončić (9)       | Luka Dončić (10)       | Target Center 16 164              | 16 - 16 |
| 33    | 23 décembre  | @ Houston     | V 112-106      | Luka Dončić (50)       | Luka Dončić (8)       | Luka Dončić (10)       | Toyota Center 16 989              | 17 - 16 |
| 34    | 25 décembre  | L.A. Lakers   | V 124-115      | Luka Dončić (32)       | Luka Dončić (9)       | Luka Dončić (9)        | American Airlines Center 20 441   | 18 - 16 |
| 35    | 27 décembre  | New York      | V 126-121 (OT) | Luka Dončić (60)       | Luka Dončić (21)      | Luka Dončić (10)       | American Airlines Center 20 377   | 19 - 16 |
| 36    | 29 décembre  | Houston       | V 129-114      | Luka Dončić (35)       | Luka Dončić (12)      | Luka Dončić (13)       | American Airlines Center 20 307   | 20 - 16 |
| 37    | 31 décembre  | @ San Antonio | V 126-125      | Luka Dončić (51)       | Christian Wood (7)    | Luka Dončić (9)        | AT&T Center 18 354                | 21 - 16 |

| Match | Date match | Équipe              | Score           | Meilleur marqueur      | Meilleur rebondeur       | Meilleur passeur      | Lieux Spectateurs               | Série   |
| ----- | ---------- | ------------------- | --------------- | ---------------------- | ------------------------ | --------------------- | ------------------------------- | ------- |
| 38    | 2 janvier  | @ Houston           | V 111-106       | Luka Dončić (39)       | Luka Dončić (12)         | Luka Dončić (8)       | Toyota Center 18 055            | 22 - 16 |
| 39    | 5 janvier  | Boston              | D 95-124        | Luka Dončić (23)       | Christian Wood (12)      | Spencer Dinwiddie (5) | American Airlines Center 20 413 | 22 - 17 |
| 40    | 7 janvier  | La Nouvelle-Orléans | V 127-117       | Luka Dončić (34)       | Luka Dončić (10)         | Luka Dončić (10)      | American Airlines Center 20 300 | 23 - 17 |
| 41    | 8 janvier  | @ Oklahoma City     | D 109-120       | Christian Wood (27)    | Christian Wood (16)      | Spencer Dinwiddie (8) | Paycom Center 16 317            | 23 - 18 |
| 42    | 10 janvier | @ L.A. Clippers     | D 101-113       | Luka Dončić (43)       | Luka Dončić (11)         | Luka Dončić (7)       | Crypto.com Arena 15 828         | 23 - 19 |
| 43    | 12 janvier | @ L.A. Lakers       | V 119-115 (2OT) | Luka Dončić (35)       | Luka Dončić (14)         | Luka Dončić (13)      | Crypto.com Arena 18 997         | 24 - 19 |
| 44    | 14 janvier | @ Portland          | D 119-136       | Spencer Dinwiddie (25) | Luka Dončić (6)          | Luka Dončić (10)      | Moda Center 19 393              | 24 - 20 |
| 45    | 15 janvier | @ Portland          | D 123-140       | Spencer Dinwiddie (28) | Christian Wood (16)      | Spencer Dinwiddie (9) | Moda Center 19 393              | 24 - 21 |
| 46    | 18 janvier | Atlanta             | D 122-130       | Luka Dončić (30)       | Finney-Smith, Wood (9)   | Luka Dončić (8)       | American Airlines Center 20 125 | 24 - 22 |
| 47    | 20 janvier | Miami               | V 115-90        | Luka Dončić (34)       | Luka Dončić (12)         | Luka Dončić (7)       | American Airlines Center 20 326 | 25 - 22 |
| 48    | 22 janvier | L.A. Clippers       | D 98-112        | Luka Dončić (29)       | Luka Dončić (10)         | Spencer Dinwiddie (5) | American Airlines Center 20 026 | 25 - 23 |
| 49    | 24 janvier | Washington          | D 126-127       | Spencer Dinwiddie (36) | Luka Dončić (15)         | Spencer Dinwiddie (8) | American Airlines Center 20 077 | 25 - 24 |
| 50    | 26 janvier | @ Phoenix           | V 99-95         | Luka Dončić (41)       | Dorian Finney-Smith (12) | Spencer Dinwiddie (9) | Footprint Center 17 071         | 26 - 24 |
| 51    | 28 janvier | @ Utah              | D 100-108       | Spencer Dinwiddie (35) | Dorian Finney-Smith (9)  | Spencer Dinwiddie (8) | Vivint Smart Home Arena 18 206  | 26 - 25 |
| 52    | 30 janvier | Détroit             | V 111-105       | Luka Dončić (53)       | Dončić, Powell (8)       | Luka Dončić (5)       | American Airlines Center 19 777 | 27 - 25 |

| Match                  | Date match | Équipe              | Score          | Meilleur marqueur      | Meilleur rebondeur      | Meilleur passeur          | Lieux Spectateurs               | Série   |
| ---------------------- | ---------- | ------------------- | -------------- | ---------------------- | ----------------------- | ------------------------- | ------------------------------- | ------- |
| 53                     | 2 février  | La Nouvelle-Orléans | V 111-106      | Luka Dončić (31)       | Luka Dončić (8)         | Trois joueurs (4)         | American Airlines Center 19 670 | 28 - 25 |
| 54                     | 4 février  | @ Golden State      | D 113-119      | Spencer Dinwiddie (25) | Dorian Finney-Smith (9) | McKinley Wright IV (5)    | Chase Center 18 064             | 28 - 26 |
| 55                     | 6 février  | @ Utah              | V 124-111      | Green, Hardy (29)      | Dwight Powell (16)      | Trois joueurs (4)         | Vivint Smart Home Arena 18 206  | 29 - 26 |
| 56                     | 8 février  | @ L.A. Clippers     | V 110-104      | Kyrie Irving (24)      | Powell, Wood (6)        | Bullock, Hardaway Jr. (6) | Crypto.com Arena 18 377         | 30 - 26 |
| 57                     | 10 février | @ Sacramento        | V 122-114      | Kyrie Irving (25)      | JaVale McGee (9)        | Kyrie Irving (10)         | Golden 1 Center 18 111          | 31 - 26 |
| 58                     | 11 février | @ Sacramento        | D 128-133 (OT) | Kyrie Irving (28)      | Luka Dončić (9)         | Kyrie Irving (7)          | Golden 1 Center 18 111          | 31 - 27 |
| 59                     | 13 février | Minnesota           | D 121-124      | Kyrie Irving (36)      | Luka Dončić (12)        | Dončić, Irving (6)        | American Airlines Center 20 325 | 31 - 28 |
| 60                     | 15 février | @ Denver            | D 109-118      | Luka Dončić (37)       | Dwight Powell (10)      | Luka Dončić (9)           | Ball Arena 19 627               | 31 - 29 |
| NBA All-Star Game 2023 |            |                     |                |                        |                         |                           |                                 |         |
| 61                     | 23 février | San Antonio         | V 142-116      | Luka Dončić (28)       | Luka Dončić (37)        | Dwight Powell (8)         | American Airlines Center 20 287 | 32 - 29 |
| 62                     | 26 février | L.A. Lakers         | D 108-111      | Luka Dončić (26)       | Kyrie Irving (11)       | Dončić, Irving (5)        | American Airlines Center 20 411 | 32 - 30 |
| 63                     | 28 février | Indiana             | D 122-124      | Luka Dončić (39)       | Luka Dončić (8)         | Kyrie Irving (9)          | American Airlines Center 20 277 | 32 - 31 |

| Match | Date match | Équipe                | Score          | Meilleur marqueur     | Meilleur rebondeur    | Meilleur passeur       | Lieux Spectateurs               | Série   |
| ----- | ---------- | --------------------- | -------------- | --------------------- | --------------------- | ---------------------- | ------------------------------- | ------- |
| 64    | 2 mars     | Philadelphie          | V 133-126      | Luka Dončić (42)      | Maximilian Kleber (6) | Luka Dončić (12)       | American Airlines Center 20 002 | 33 - 31 |
| 65    | 5 mars     | Phoenix               | D 126-130      | Luka Dončić (34)      | Luka Dončić (9)       | Kyrie Irving (7)       | American Airlines Center 20 311 | 33 - 32 |
| 66    | 7 mars     | Utah                  | V 120-116      | Kyrie Irving (33)     | Luka Dončić (10)      | Kyrie Irving (8)       | American Airlines Center 20 277 | 34 - 32 |
| 67    | 8 mars     | @ La Nouvelle-Orléans | D 106-113      | Kyrie Irving (27)     | Christian Wood (8)    | Luka Dončić (8)        | Smoothie King Center 17 473     | 34 - 33 |
| 68    | 11 mars    | @ Memphis             | D 108-112      | Tim Hardaway Jr. (23) | Josh Green (10)       | McKinley Wright IV (5) | FedExForum 17 794               | 34 - 34 |
| 69    | 13 mars    | Memphis               | D 88-104       | Jaden Hardy (28)      | Jaden Hardy (8)       | Josh Green (7)         | American Airlines Center 20 303 | 34 - 35 |
| 70    | 15 mars    | @ San Antonio         | V 137-128 (OT) | Christian Wood (28)   | Bullock, Wood (13)    | Josh Green (7)         | AT&T Center 18 354              | 35 - 35 |
| 71    | 17 mars    | @ L.A. Lakers         | V 111-110      | Kyrie Irving (38)     | Christian Wood (9)    | Christian Wood (8)     | Crypto.com Arena 18 997         | 36 - 35 |
| 72    | 20 mars    | @ Memphis             | D 108-112      | Kyrie Irving (28)     | Christian Wood (9)    | Christian Wood (6)     | FedExForum 17 794               | 36 - 36 |
| 73    | 22 mars    | Golden State          | D 125-127      | Luka Dončić (30)      | Luka Dončić (7)       | Luka Dončić (17)       | American Airlines Center 20 377 | 36 - 37 |
| 74    | 24 mars    | Charlotte             | D 109-117      | Luka Dončić (34)      | Luka Dončić (10)      | Luka Dončić (8)        | American Airlines Center 20 347 | 36 - 38 |
| 75    | 26 mars    | @ Charlotte           | D 104-110      | Luka Dončić (40)      | Luka Dončić (12)      | Luka Dončić (8)        | Spectrum Center 19 264          | 36 - 39 |
| 76    | 27 mars    | @ Indiana             | V 127-104      | Luka Dončić (25)      | Luka Dončić (7)       | Dončić, Irving (7)     | Gainbridge Fieldhouse 17 022    | 37 - 39 |
| 77    | 29 mars    | @ Philadelphie        | D 108-116      | Luka Dončić (24)      | Luka Dončić (10)      | Luka Dončić (8)        | Wells Fargo Center 20 583       | 37 - 40 |

| Match | Date match | Équipe      | Score          | Meilleur marqueur  | Meilleur rebondeur  | Meilleur passeur   | Lieux Spectateurs               | Série   |
| ----- | ---------- | ----------- | -------------- | ------------------ | ------------------- | ------------------ | ------------------------------- | ------- |
| 78    | 1er avril  | @ Miami     | D 122-129      | Luka Dončić (42)   | Luka Dončić (10)    | Dončić, Irving (8) | Miami-Dade Arena 20 011         | 37 - 41 |
| 79    | 2 avril    | @ Atlanta   | D 130-132 (OT) | Kyrie Irving (41)  | Christian Wood (11) | Luka Dončić (7)    | State Farm Arena 17 678         | 37 - 42 |
| 80    | 5 avril    | Sacramento  | V 123-119      | Kyrie Irving (31)  | Luka Dončić (10)    | Kyrie Irving (8)   | American Airlines Center 20 271 | 38 - 42 |
| 81    | 7 avril    | Chicago     | D 112-115      | Trois joueurs (13) | Theo Pinson (7)     | Reggie Bullock (5) | American Airlines Center 20 313 | 38 - 43 |
| 82    | 9 avril    | San Antonio | D 117-138      | Jaden Hardy (25)   | Theo Pinson (13)    | Theo Pinson (12)   | American Airlines Center 20 141 | 38 - 44 |

### Confrontations en saison régulière
| Conférence Est      | Conférence Est                              | Conférence Est                              | Conférence Ouest                            | Conférence Ouest                            | Conférence Ouest                            | Conférence Ouest                            | Conférence Ouest                            |
| Division Atlantique | Division Atlantique                         | Division Atlantique                         | Division Nord-Ouest                         | Division Nord-Ouest                         | Division Nord-Ouest                         | Division Nord-Ouest                         | Division Nord-Ouest                         |
| Équipe              | Domicile                                    | Extérieur                                   | Équipe                                      | Domicile                                    | Domicile                                    | Extérieur                                   | Extérieur                                   |
| ------------------- | ------------------------------------------- | ------------------------------------------- | ------------------------------------------- | ------------------------------------------- | ------------------------------------------- | ------------------------------------------- | ------------------------------------------- |
| Boston              | 95-124                                      | 112-125                                     | Denver                                      | 127-99                                      | 97-98                                       | 116-115                                     | 109-118                                     |
| Brooklyn            | 96-94                                       | 129-125 (OT)                                | Minnesota                                   | 121-124                                     |                                             | 106-116                                     | 104-99                                      |
| New York            | 126-121 (OT)                                | 121-100                                     | Oklahoma City                               | 111-117 (OT)                                | 121-114                                     | 109-120                                     |                                             |
| Philadelphie        | 133-126                                     | 108-116                                     | Portland                                    | 117-112                                     | 130-110                                     | 119-136                                     | 123-140                                     |
| Toronto             | 111-110                                     | 100-105                                     | Utah                                        | 103-100                                     | 120-116                                     | 100-108                                     | 124-111                                     |
| Division            | 7-4 (Domicile : 5-1; Extérieur : 2-3)       | 7-4 (Domicile : 5-1; Extérieur : 2-3)       | Division                                    | 8-9 (Domicile : 3-1; Extérieur : 5-8)       | 8-9 (Domicile : 3-1; Extérieur : 5-8)       | 8-9 (Domicile : 3-1; Extérieur : 5-8)       | 8-9 (Domicile : 3-1; Extérieur : 5-8)       |
| Division Centrale   | Division Centrale                           | Division Centrale                           | Division Pacifique                          | Division Pacifique                          | Division Pacifique                          | Division Pacifique                          | Division Pacifique                          |
| Équipe              | Domicile                                    | Extérieur                                   | Équipe                                      | Domicile                                    | Domicile                                    | Extérieur                                   | Extérieur                                   |
| Chicago             | 112-115                                     | 115-144                                     | Golden State                                | 116-113                                     | 125-127                                     | 113-119                                     |                                             |
| Cleveland           | 90-105                                      | 99-100 (OT)                                 | L.A. Clippers                               | 103-101                                     | 98-112                                      | 101-113                                     | 110-104                                     |
| Detroit             | 111-105                                     | 125-131 (OT)                                | L.A. Lakers                                 | 124-115                                     | 108-111                                     | 119-115 (OT)                                | 111-110                                     |
| Indiana             | 122-124                                     | 127-104                                     | Phoenix                                     | 130-111                                     | 126-130                                     | 105-107                                     | 99-95                                       |
| Milwaukee           | 105-106                                     | 115-124                                     | Sacramento                                  | 123-119                                     |                                             | 122-114                                     | 128-133 (OT)                                |
| Division            | 2-9 (Domicile : 1-5; Extérieur : 1-4)       | 2-9 (Domicile : 1-5; Extérieur : 1-4)       | Division                                    | 10-7 (Domicile : 5-3; Extérieur : 5-4)      | 10-7 (Domicile : 5-3; Extérieur : 5-4)      | 10-7 (Domicile : 5-3; Extérieur : 5-4)      | 10-7 (Domicile : 5-3; Extérieur : 5-4)      |
| Division Sud-Est    | Division Sud-Est                            | Division Sud-Est                            | Division Sud-Ouest                          | Division Sud-Ouest                          | Division Sud-Ouest                          | Division Sud-Ouest                          | Division Sud-Ouest                          |
| Équipe              | Domicile                                    | Extérieur                                   | Équipe                                      | Domicile                                    | Domicile                                    | Extérieur                                   | Extérieur                                   |
| Atlanta             | 122-130                                     | 130-132 (OT)                                |                                             |                                             |                                             |                                             |                                             |
| Charlotte           | 109-117                                     | 104-110                                     | Houston                                     | 92-101                                      | 129-114                                     | 112-106                                     | 111-106                                     |
| Miami               | 115-90                                      | 122-129                                     | Memphis                                     | 137-96                                      | 88-104                                      | 108-112                                     | 108-112                                     |
| Orlando             | 114-105                                     | 87-94                                       | New Orleans                                 | 127-117                                     | 111-106                                     | 111-113                                     | 106-113                                     |
| Washington          | 126-127                                     | 105-113                                     | San Antonio                                 | 142-116                                     | 117-138                                     | 126-125                                     | 137-128 (OT)                                |
| Division            | 2-8 (Domicile : 2-3; Extérieur : 0-5)       | 2-8 (Domicile : 2-3; Extérieur : 0-5)       | Division                                    | 9-7 (Domicile : 5-3; Extérieur : 4-4)       | 9-7 (Domicile : 5-3; Extérieur : 4-4)       | 9-7 (Domicile : 5-3; Extérieur : 4-4)       | 9-7 (Domicile : 5-3; Extérieur : 4-4)       |
| Conférence          | 11-20 (Domicile : 8-8; Extérieur : 3-12)    | 11-20 (Domicile : 8-8; Extérieur : 3-12)    | Conférence                                  | 27-24 (Domicile : 15-10; Extérieur : 12-14) | 27-24 (Domicile : 15-10; Extérieur : 12-14) | 27-24 (Domicile : 15-10; Extérieur : 12-14) | 27-24 (Domicile : 15-10; Extérieur : 12-14) |
| Total               | 38-44 (Domicile : 23-18; Extérieur : 15-26) | 38-44 (Domicile : 23-18; Extérieur : 15-26) | 38-44 (Domicile : 23-18; Extérieur : 15-26) | 38-44 (Domicile : 23-18; Extérieur : 15-26) | 38-44 (Domicile : 23-18; Extérieur : 15-26) | 38-44 (Domicile : 23-18; Extérieur : 15-26) | 38-44 (Domicile : 23-18; Extérieur : 15-26) |

## Classements
| Conférence Ouest | Conférence Ouest                     | Conférence Ouest | Conférence Ouest | Conférence Ouest | Conférence Ouest | Conférence Ouest | Conférence Ouest |
| No               | Franchise                            | Vic.             | Def.             | MJ               | V/D              | GB               |                  |
| ---------------- | ------------------------------------ | ---------------- | ---------------- | ---------------- | ---------------- | ---------------- | ---------------- |
| 1                | c - Nuggets de Denver                | 53               | 29               | 82               | .646             | -                |                  |
| 2                | y - Grizzlies de Memphis             | 51               | 31               | 82               | .622             | 2                |                  |
| 3                | y - Kings de Sacramento              | 48               | 34               | 82               | .585             | 5                |                  |
| 4                | x - Suns de Phoenix                  | 45               | 37               | 82               | .549             | 8                |                  |
| 5                | x - Clippers de Los Angeles          | 44               | 38               | 82               | .537             | 9                |                  |
| 6                | x - Warriors de Golden State         | 44               | 38               | 82               | .537             | 9                |                  |
|                  |                                      |                  |                  |                  |                  |                  |                  |
| 7                | x - Lakers de Los Angeles            | 43               | 39               | 82               | .524             | 10               |                  |
| 8                | x - Timberwolves du Minnesota        | 42               | 40               | 82               | .512             | 11               |                  |
| 9                | pi - Pelicans de La Nouvelle-Orléans | 42               | 40               | 82               | .512             | 11               |                  |
| 10               | pi - Thunder d'Oklahoma City         | 40               | 42               | 82               | .488             | 13               |                  |
|                  |                                      |                  |                  |                  |                  |                  |                  |
| 11               | o - Mavericks de Dallas              | 38               | 44               | 82               | .463             | 15               |                  |
| 12               | o - Jazz de l'Utah                   | 37               | 45               | 82               | .451             | 16               |                  |
| 13               | o - Trail Blazers de Portland        | 33               | 49               | 82               | .402             | 20               |                  |
| 14               | o - Rockets de Houston               | 22               | 60               | 82               | .268             | 31               |                  |
| 15               | o - Spurs de San Antonio             | 22               | 60               | 82               | .268             | 31               |                  |

| Division Sud-Ouest            | V  | D  | MJ | V/D  | GB | Dom   | Ext   | Div  |
| ----------------------------- | -- | -- | -- | ---- | -- | ----- | ----- | ---- |
| y - Grizzlies de Memphis      | 51 | 31 | 82 | .622 | –  | 35-6  | 16-25 | 13-3 |
| pi - Pelicans de Nlle-Orléans | 42 | 40 | 82 | .512 | 9  | 27-14 | 15-26 | 11-5 |
| o - Mavericks de Dallas       | 38 | 44 | 82 | .463 | 13 | 23-18 | 15-26 | 9-7  |
| o - Rockets de Houston        | 22 | 60 | 82 | .268 | 29 | 14-27 | 8-33  | 4-12 |
| o - Spurs de San Antonio      | 22 | 60 | 82 | .268 | 29 | 14-27 | 8-33  | 3-13 |